# In dulci jubilo
In dulci jubilo (latinsky „Ve sladkém radování“) je tradiční vánoční koleda, pocházející ze 20. let 14. století. Původní text v tzv. makaronských verších (mísících dva jazyky, v tomto případě středověkou latinu a středohornoněmčinu) napsal s největší pravděpodobností porýnský dominikánský mystik bl. Heinrich Suso. Skladba se během věků stala široce populární písní po celé latinsko-křesťanské Evropě, jak mezi katolíky, tak i později protestanty, a byla následně různě variována a upravována. Přeložena byla také do angličtiny (např. verze „Good Christian Men, Rejoice“ z roku 1853, jejímž autorem je John Mason Neale), což zvýšilo její popularitu i mimo vlastní Evropu. Aranžmá pro píseň vytvořilo několik skladatelů, např. v 18. století Johann Sebastian Bach (chorálové preludium BWV 729), nebo v roce 1837 Robert Lucas de Pearsall, který je i autorem makaronského překladu do angličtiny. V 70. letech 20. století využil melodii skladby anglický multiinstrumentalista Mike Oldfield, který vydal vlastní instrumentální verzi.